# Санчес, Роберт
Роберт Линч Санчес (исп. Robert Lynch Sánchez; род. 18 ноября 1997, Картахена, Мурсия) — испанский футболист, вратарь английского клуба «Челси». Полуфиналист чемпионата Европы 2020 года.

## Клубная карьера

### «Брайтон энд Хоув Альбион»
Начал свою карьеру в «Леванте», но позже переехал в Англию, где подписал контракт с клубом «Брайтон энд Хоув Альбион» в возрасте 15 лет. В апреле 2018 года Санчес подписал новый трёхлетний профессиональный контракт с клубом.

### «Форест Грин Роверс»
В июне 2018 года был отдан в аренду в «Форест Грин Роверс» на сезон 2018/19. Дебютировал за новую команду в первой игре сезона против «Гримсби Таун» (4:1). В январе 2019 года был отозван из аренды обратно в «Брайтон энд Хоув Альбион», чтобы заменить австралийского вратаря Мэтью Райана, который был вызван в сборную на Кубок Азии. В том сезоне за «Форест Грин Роверс» Санчес сыграл 17 матчей, которые все были во Лиге 2.

### «Рочдейл»
24 июня 2019 года Санчес был отдан в аренду в «Рочдейл» до конца сезона 2019/20. Дебют состоялся 3 августа в гостевом матче против «Транмир Роверс».

### Возвращение в «Брайтон энд Хоув Альбион»
1 ноября 2020 года Санчес дебютировал в английской Премьер-лиге за «Брайтон энд Хоув Альбион» в матче против «Тоттенхэм Хотспур». 23 февраля следующего года Роберт подписал новый контракт «чайками» на четыре с половиной года.
6 ноября 2021 года, в одиннадцатом туре сезона 2021/22, Санчес был удален с поля в домашней игре против «Ньюкасл Юнайтед» (1:1) за фол на Каллуме Уилсоне. 7 мая 2022 года провёл «сухой матч» в игре против «Манчестер Юнайтед» и помог своей команде одержать рекордную победу в высшем дивизионе со счётом 4:0, а его дальний пас сыграл решающую роль в голе Паскаля Гросса.

### «Челси»
5 августа 2023 года перешёл в «Челси» за 25 млн фунтов (с учетом бонусов).

## Карьера за сборную
Санчес родился в Испании в семье папы-англичанина и мамы-испанки. 15 марта 2021 года получил вызов в национальную сборную Испании на отборочные матчи на чемпионат мира 2022 против сборных Греции, Грузии и Косово.
В мае 2021 года был включен в окончательный состав сборной на чемпионат Европы 2020. Санчес и Давид де Хеа были дублёрами Унаи Симона и не появлялись на поле, а Испания дошла полуфинала, где уступила в серии пенальти Италии.
Он дебютировал за «красную фурию» 5 сентября 2021 года, заменив Симона во второй половине отборочного матча чемпионата мира 2022, победив в Бадахосе сборную Грузии (4:0).

## Достижения

### Командные
«Челси»
- Победитель Лиги конференций УЕФА: 2024/25
- Победитель Клубного чемпионата мира: 2025

Сборная Испании
- Серебряный призёр Лиги наций УЕФА: 2020/21

### Личные
- Лучший вратарь Клубного чемпионата мира: 2025[24]